# Habtamu Gezahegn
Habtamu Gezahegn (Tepi, 30 de julio de 1998) es un futbolista etíope que juega en la demarcación de delantero para el Sidama Coffee SC de la Liga etíope de fútbol.

## Selección nacional
Tras jugar en las categorías inferiores de la selección, finalmente hizo su debut con la selección de fútbol de Etiopía el 22 de octubre de 2020 en un encuentro amistoso contra Zambia que finalizó con un resultado de 2-3 a favor del combinado zambiano tras los goles de Aschalew Tamene y Getaneh Kebede para Etiopía, y de Kelvin Kampamba y un doblete de Albert Kangwanda para Zambia.

## Clubes
| Club             | País    | Año       | Partidos | Goles |
| ---------------- | ------- | --------- | -------- | ----- |
| Sidama Coffee SC | Etiopía | 2018-2022 | 65       | 27    |
| Fasil Kenema SC  | Etiopía | 2022-2023 | 19       | 1     |
| Sidama Coffee SC | Etiopía | 2023-     | 8        | 1     |